# Gran Premio de Alemania de Motociclismo de 1983
El Gran Premio de Alemania de Motociclismo de 1983 fue la cuarta prueba de la temporada 1983 del Campeonato Mundial de Motociclismo. El Gran Premio se disputó el 8 de mayo de 1983 en el Circuito de Hockenheim.

## Resultados 500cc
La carrera fue muy complicada por la lluvia lo que obligó a acortar parte de las 18 vuletas del Gran Premio. La clasificación, al cabo de 15 vueltas, acabó con la victoria del estadounidense Kenny Roberts por delante de las dos Hondas del japonés Takazumi Katayama y del italiano Marco Lucchinelli. La clasificación provisional mantiene al estadounidense Freddie Spencer, vencedor de las tres pruebas anteriores, seguido de Roberts y Lucchinelli.
| Pos.     | Piloto               | Equipo        | Tiempo    | Pts. |
| -------- | -------------------- | ------------- | --------- | ---- |
| 1        | Kenny Roberts        | Yamaha        | 32.54.40  | 15   |
| 2        | Takazumi Katayama    | Honda         | 33.01.77  | 12   |
| 3        | Marco Lucchinelli    | Honda         | 33.02.71  | 10   |
| 4        | Freddie Spencer      | Honda         | 33.08.62  | 8    |
| 5        | Raymond Roche        | Honda         | 33.18.26  | 6    |
| 6        | Franco Uncini        | Suzuki        | 33.19.20  | 5    |
| 7        | Randy Mamola         | Suzuki        | 33.21.04  | 4    |
| 8        | Marc Fontan          | Yamaha        | 33.21.22  | 3    |
| 9        | Eddie Lawson         | Yamaha        | 33.32.27  | 2    |
| 10       | Boet van Dulmen      | Suzuki        | 33.32.85  | 1    |
| 11       | Jack Middelburg      | Honda         | 33.38.03  |      |
| 12       | Leandro Becheroni    | Suzuki        | 33.55.23  |      |
| 13       | Giovanni Pelletier   | Honda         | 33.58.46  |      |
| 14       | Walter Migliorati    | Suzuki        | 34.16.34  |      |
| 15       | Peter Sjöström       | Suzuki        | 34.19.83  |      |
| 16       | Gustav Reiner        | Suzuki        | 34.20.90  |      |
| 17       | Keith Huewen         | Suzuki        | 34.31.02  |      |
| 18       | Steve Parrish        | Yamaha        | 34.34.11  |      |
| 19       | Ernst Gschwender     | Suzuki        | 34.44.10  |      |
| 20       | Walter Hoffmann      | Suzuki        | 34.44.55  |      |
| 21       | Wolfgang von Muralt  | Suzuki        | 35.03.80  |      |
| 22       | Fabio Biliotti       | Honda         | 35.07.92  |      |
| 23       | Philippe Coulon      | Suzuki        | 35.10.20  |      |
| 24       | Henk de Vries        | Suzuki        | 35.15.20  |      |
| 25       | Chris Guy            | Suzuki        | 35.17.99  |      |
| 26       | Dave Dean            | Yamaha        | 35.24.98  |      |
| 27       | Wolfgang Schwarz     | Suzuki        | 35.27.32  |      |
| 28       | Corrado Tuzii        | Honda         | 35.28.36  |      |
| 29       | Paolo Ferretti       | Suzuki        | 36.03.61  |      |
| 30       | Stu Avant            | Suzuki        | 1 Vuelta  |      |
| 31       | Marco Greco          | Suzuki        | 1 Vuelta  |      |
| 32       | Alain Röthlisberger  | Yamaha        | 1 Vuelta  |      |
| 33       | Peter Huber          | Suzuki        | 1 Vuelta  |      |
| 34       | Dennis Ireland       | Suzuki        | 1 Vuelta  |      |
| 35       | Dieter Klopfer       | Diko          | 2 Vueltas |      |
| Ret      | Ron Haslam           | Honda         | Ret       |      |
| Ret      | Sergio Pellandini    | Suzuki        | Ret       |      |
| Ret      | Virginio Ferrari     | Cagiva        | Ret       |      |
| Ret      | Barry Sheene         | Suzuki        | Ret       |      |
| Ret      | Klaus Klein          | Suzuki        | Ret       |      |
| Ret      | Jean Lafond          | Suzuki        | Ret       |      |
| Ret      | Andreas Hofmann      | Suzuki        | Ret       |      |
| Ret      | Steve Williams       | Yamaha        | Ret       |      |
| Ret      | Alfons Ammerschläger | Suzuki        | Ret       |      |
| Ret      | Franz Kaserer        | Suzuki        | Ret       |      |
| Ret      | Børge Nielsen        | Suzuki        | Ret       |      |
| Ret      | Gerhard Treusch      | Suzuki        | Ret       |      |
| DNQ      | Manfred Fischer      | Juchem-Suzuki | DNQ       |      |
| DNQ      | Jon Ekerold          | Cagiva        | DNQ       |      |
| Sources: |                      |               |           |      |

## Resultados 250cc
En el cuarto de litro, también marcada por la lluvia, segundo triunfo consecutivo del venezolano Carlos Lavado, que entró por delante del francés Patrick Fernandez y el belga Didier de Radiguès. La clasificación general mantiene a Lavado por delante de Radigués.
| Pos. | Piloto                 | Moto                | Tiempo   | Pts. |
| ---- | ---------------------- | ------------------- | -------- | ---- |
| 1    | Carlos Lavado          | Yamaha              | 36.55.62 | 15   |
| 2    | Patrick Fernandez      | Bartol              | 37.15.84 | 12   |
| 3    | Didier de Radiguès     | Chevallier          | 37.19.64 | 10   |
| 4    | Bruno Lüscher          | Yamaha              | 37.23.00 | 8    |
| 5    | Reinhold Roth          | Yamaha              | 37.27.16 | 6    |
| 6    | Roland Freymond        | Armstrong           | 37.27.33 | 5    |
| 7    | Christian Sarron       | Yamaha              | 37.37.06 | 4    |
| 8    | Jean-François Baldé    | Chevallier          | 37.37.26 | 3    |
| 9    | Sito Pons              | Kobas-Rotax         | 37.38.65 | 2    |
| 10   | Bernard Fau            | Yamaha              | 38.06.38 | 1    |
| 11   | Carlos Cardús          | Kobas-Rotax         | 38.06.60 |      |
| 12   | Hervé Guilleux         | Kawasaki            | 38.16.86 |      |
| 13   | Alan Carter            | Yamaha              | 38.17.10 |      |
| 14   | Jean-Louis Tournadre   | Yamaha              | 38.22.45 |      |
| 15   | Jürgen Schmid          | Yamaha              | 38.22.74 |      |
| 16   | Karl-Thomas Grässel    | Yamaha              | 38.24.61 |      |
| 17   | Massimo Matteoni       | Yamaha              | 38.24.84 |      |
| 18   | Tony Head              | Armstrong           | 38.25.24 |      |
| 19   | Harald Eckl            | Yamaha              | 38.25.26 |      |
| 20   | Edwin Weibel           | Yamaha              | 38.26.17 |      |
| 21   | Thierry Rapicault      | Yamaha              | 38.32.49 |      |
| 22   | Kiyotaka Sakai         | Yamaha              | 38.42.24 |      |
| 23   | Stefan Förtsch         | Yamaha              | 38.43.41 |      |
| 24   | Tadasu Ikeda           | Yamaha              | 39.05.80 |      |
| 25   | Donnie McLeod          | Yamaha              | 39.42.76 |      |
| 26   | Mar Schouten           | MBA                 | 40.10.96 |      |
| 27   | Peter Looijesteijn     | Waddon              | 1 Vuelta |      |
| 28   | Gabriel Gabria         | Yamaha              | 1 Vuelta |      |
| 29   | Jean-Michel Mattioli   | Yamaha              | 1 Vuelta |      |
| Ret  | Jacques Cornu          | Yamaha              | Ret      |      |
| Ret  | Martin Wimmer          | Yamaha              | Ret      |      |
| Ret  | Thierry Espié          | Chevallier          | Ret      |      |
| Ret  | Manfred Herweh         | Real                | Ret      |      |
| Ret  | Ivan Palazzese         | Yamaha              | Ret      |      |
| Ret  | Christian Estrosi      | Pernod              | Ret      |      |
| Ret  | Donnie Robinson        | Yamaha              | Ret      |      |
| Ret  | Guy Bertin             | MBA                 | Ret      |      |
| Ret  | Graham Young           | Waddon              | Ret      |      |
| Ret  | Jean-Louis Guignabodet | Rotax               | Ret      |      |
| Ret  | Jean-Marc Toffolo      | Rotax               | Ret      |      |
| Ret  | Ángel Nieto            | Yamaha              | Ret      |      |
| Ret  | Paolo Ferretti         | Yamaha              | Ret      |      |
| Ret  | Michel Simeon          | Yamaha              | Ret      |      |
| Ret  | Jacques Bolle          | Go-West             | Ret      |      |
| Ret  | René Delaby            | Armstrong           | Ret      |      |
| Ret  | Constant Pittet        | Yamaha              | Ret      |      |
| Ret  | Stefan Klabacher       | Rotax               | Ret      |      |
| Ret  | Bengt Elgh             | MBA                 | Ret      |      |
| Ret  | Roger Sibille          | Yamaha              | Ret      |      |
| Ret  | Massimo Broccoli       | Yamaha              | Ret      |      |
| DNQ  | Toni Garcia            | Kobas-Rotax         | DNQ      |      |
| DNQ  | Manfred Obinger        | Yamaha              | DNQ      |      |
| DNQ  | Mladen Tomic           | Yamaha              | DNQ      |      |
| DNQ  | Leif Nielsen           | Yamaha              | DNQ      |      |
| DNQ  | Hans Becker            | Yamaha              | DNQ      |      |
| DNQ  | Josef Hutter           | Nicco-Bakker Bartol | DNQ      |      |
| DNQ  | Heinz Chittka          | Hetch-Yamaha        | DNQ      |      |
| DNQ  | Jeffrey Sayle          | Bartol              | DNQ      |      |
| DNQ  | Michael Lederer        | Yamaha              | DNQ      |      |
| DNQ  | Reino Eskelinen        | Rotax               | DNQ      |      |
| DNQ  | Bodo Schmidt           | Yamaha              | DNQ      |      |
| DNQ  | Herbert Hauf           | Beko                | DNQ      |      |
| DNQ  | Eduardo Alemán         | Yamaha              | DNQ      |      |
| DNQ  | Alan North             | Yamaha              | DNQ      |      |
| DNQ  | Eric Saul              | Yamaha              | DNQ      |      |

## Resultados 125cc
Segunda victoria de la temporada para el piloto español Ángel Nieto, que se pone a comandar la clasificación general, por delante del italiano Eugenio Lazzarini, segundo en este Gran Premio. El tercer puesto del podio fue para el translapino Pier Paolo Bianchi.
| Pos. | Piloto                 | Moto       | Tiempo   | Pts. |
| ---- | ---------------------- | ---------- | -------- | ---- |
| 1    | Ángel Nieto            | Garelli    | 34.52.57 | 15   |
| 2    | Eugenio Lazzarini      | Garelli    | 34.56.20 | 12   |
| 3    | Pier Paolo Bianchi     | Sanvenero  | 35.00.15 | 10   |
| 4    | Bruno Kneubühler       | MBA        | 35.06.22 | 8    |
| 5    | Maurizio Vitali        | MBA        | 35.13.14 | 6    |
| 6    | Fausto Gresini         | MBA        | 35.15.58 | 5    |
| 7    | Hans Müller            | MBA        | 35.18.96 | 4    |
| 8    | Gerhard Waibel         | MBA        | 35.28.39 | 3    |
| 9    | Lucio Pietroniro       | MBA        | 35.35.17 | 2    |
| 10   | Stefano Caracchi       | MBA        | 35.36.29 | 1    |
| 11   | Miguel González        | MBA        | 35.38.21 |      |
| 12   | Stefan Dörflinger      | MBA        | 35.39.45 |      |
| 13   | Johnny Wickström       | MBA        | 35.39.68 |      |
| 14   | Henk van Kessel        | MBA        | 35.46.51 |      |
| 15   | Pierluigi Aldrovandi   | MBA        | 35.52.00 |      |
| 16   | Iván Troisi            | MBA        | 36.10.02 |      |
| 17   | Libero Piccirillo      | MBA        | 36.10.02 |      |
| 18   | Paul Bordes            | MBA        | 36.13.23 |      |
| 19   | Jean-Claude Selini     | MBA        | 36.34.76 |      |
| 20   | Willi Hupperich        | MBA        | 36.35.86 |      |
| 21   | Anton Straver          | MBA        | 36.47.61 |      |
| 22   | Bady Hassaine          | MBA        | 36.47.82 |      |
| 23   | Peter Sommer           | MBA        | 36.48.01 |      |
| 24   | Per-Edvard Carlsson    | MBA        | 36.57.16 |      |
| 25   | Helmut Lichtenberg     | MBA        | 37.03.79 |      |
| 26   | Jacky Hutteau          | MBA        | 37.08.62 |      |
| 27   | Bernd Lauermann        | Morbidelli | 37.17.25 |      |
| 28   | Giuseppe Ascareggi     | MBA        | 37.20.94 |      |
| 29   | Willy Pérez            | MBA        | 37.36.67 |      |
| 30   | Horst Elsenheimer      | MBA        | 1 Vuelta |      |
| 31   | Andrés Sánchez         | MBA        | 1 Vuelta |      |
| 32   | Thomas Weickardt       | MBA        | 1 Vuelta |      |
| 33   | Thomas Møller-Pedersen | MBA        | 1 Vuelta |      |
| 34   | Chris Baert            | MBA        | 1 Vuelta |      |
| 35   | Reinhard Koberstein    | MBA        | 1 Vuelta |      |
| 36   | Chris Leah             | MBA        | 1 Vuelta |      |
| Ret  | August Auinger         | MBA        | Ret      |      |
| Ret  | Ricardo Tormo          | MBA        | Ret      |      |
| Ret  | Olivier Liégeois       | Sanvenero  | Ret      |      |
| Ret  | Hans Spaan             | MBA        | Ret      |      |
| Ret  | Rolf Rüttimann         | MBA        | Ret      |      |
| Ret  | Erich Klein            | MBA        | Ret      |      |
| Ret  | Alfred Waibel          | Real       | Ret      |      |
| Ret  | Norbert Peschke        | MBA        | Ret      |      |
| Ret  | Esa Kytölä             | MBA        | Ret      |      |
| Ret  | Janez Pintar           | MBA        | Ret      |      |
| Ret  | Hubert Abold           | Bender     | Ret      |      |
| Ret  | Jan Bäckström          | MBA        | Ret      |      |
| Ret  | Hagen Klein            | FKN        | Ret      |      |
| Ret  | Pete Wild              | MBA        | Ret      |      |

## Resultados 50cc
En la categoría de menor cilindrada, segunda victoria del suizo Stefan Dörflinger. El italiano Eugenio Lazzarini y el alemán Gerhard Bauer fueron segundo y tercero respectivamente. En la clasificación general, Lazzarini sigue en cabeza por delante de Dörflinger.
| Pos. | Piloto              | Moto       | Tiempo    | Pts. |
| ---- | ------------------- | ---------- | --------- | ---- |
| 1    | Stefan Dörflinger   | Kreidler   | 28.32.36  | 15   |
| 2    | Eugenio Lazzarini   | Garelli    | 28.32.74  | 12   |
| 3    | Gerhard Bauer       | Ziegler    | 29.20.56  | 10   |
| 4    | George Looijesteijn | Kreidler   | 29.31.30  | 8    |
| 5    | Rainer Kunz         | FKN        | 29.31.67  | 6    |
| 6    | Hans Spaan          | Kreidler   | 29.31.99  | 5    |
| 7    | Hagen Klein         | FKN        | 29.32.53  | 4    |
| 8    | Ingo Emmerich       | Kreidler   | 29.33.73  | 3    |
| 9    | Gerhard Singer      | Kreidler   | 29.47.29  | 2    |
| 10   | Theo Timmer         | Casal      | 29.47.29  | 1    |
| 11   | Otto Machinek       | Kreidler   | 30.25.04  |      |
| 12   | Jos van Dongen      | Kreidler   | 30.27.25  |      |
| 13   | Paul Bordes         | Moto 2L    | 30.27.46  |      |
| 14   | Ramon Gali          | Kreidler   | 30.27.67  |      |
| 15   | Hans Koopman        | Kreidler   | 30.36.93  |      |
| 16   | Chris Baert         | Kreidler   | 30.38.59  |      |
| 17   | Massimo de Lorenzi  | Minarelli  | 30.38.76  |      |
| 18   | Thomas Engl         | Kreidler   | 30.52.09  |      |
| 19   | Peter Verbic        | Kreidler   | 30.52.54  |      |
| 20   | Yves Le Toumelin    | TYL        | 31.12.63  |      |
| 21   | Günter Schirnhofer  | Kreidler   | 31.13.40  |      |
| 22   | Kasimir Rapczynski  | Kreidler   | 1 Vuelta  |      |
| 23   | Ian McConnachie     | Rudge      | 1 Vuelta  |      |
| 24   | Stefan Danielsson   | Kreidler   | 1 Vuelta  |      |
| 25   | Mika-Sakari Komu    | Kreidler   | 1 Vuelta  |      |
| 26   | Klaus Kull          | KKS        | 1 Vuelta  |      |
| 27   | Stefan Kurfiss      | Kreidler   | 1 Vuelta  |      |
| 28   | Bruno Treitlein     | Kawadrom   | 1 Vuelta  |      |
| 29   | Massimo Fargeri     | Kreidler   | 1 Vuelta  |      |
| 30   | Hans-Jürgen Hummel  | Sachs      | 1 Vuelta  |      |
| 31   | Spencer Crabbe      | MBA        | 2 Vueltas |      |
| 32   | Inge Arends         | Schuster   | 3 Vueltas |      |
| Ret  | Claudio Lusuardi    | Moto Villa | Ret       |      |
| Ret  | Paul Rimmelzwaan    | Kreidler   | Ret       |      |
| Ret  | Reiner Scheidhauer  | Kreidler   | Ret       |      |
| Ret  | Joaquin Gali        | Bultaco    | Ret       |      |
| Ret  | Zdravko Matulja     | Tomos      | Ret       |      |
| Ret  | Franz Ungar         | Kreidler   | Ret       |      |
| Ret  | Reiner Koster       | Kroto      | Ret       |      |
| Ret  | Hans-Joachim Ritter | Kreidler   | Ret       |      |